# Vindula pisidike
Vindula pisidike är en fjärilsart som beskrevs av Hans Fruhstorfer 1903. Vindula pisidike ingår i släktet Vindula och familjen praktfjärilar. Inga underarter finns listade i Catalogue of Life.